# 小行星8691
小行星8691（8691 Etsuko）是一颗绕太阳运转的小行星，为主小行星带小行星。该小行星于1992年10月21日发现。

## 轨道参数
小行星8691的轨道半长轴为2.4440852 UA，离心率为0.153。